# 福島医学会
福島医学会（ふくしまいがくかい、英語: Fukushima Medical Society）は、日本の学術研究団体の一つ。

## 概要
1951年6月28日設立。学術研究団体としての種別は単独学会。事務所所在地は福島県福島市。
医学の進歩および発展に寄与するとともに、その普及を図ることを目的としている。

## 沿革
- 1951年 - 福島医学会発足。

## 刊行物

### 福島医学雑誌
- 誌名（和文）：福島医学雑誌
- 誌名（欧文）：Fukushima Medical Journal
- 創刊年：1951
- 資料種別：ジャーナル（査読付き論文を含む）
- 使用言語：日本語（英文抄録あり）
- 発行形態：印刷体
- 著作権帰属先：学会
- クリエイティブコモンズ：定めていない
- 購読：無料

### Fukushima Journal of Medical Science
- 誌名（和文）：-
- 誌名（欧文）：Fukushima Journal of Medical Science
- 創刊年：1956
- 資料種別：ジャーナル（査読付き論文を含む）
- 使用言語：英語のみ
- 発行形態：eジャーナル
- 著作権帰属先：学会
- クリエイティブコモンズ：定めている（CC BY-NC-SA）
- 購読：無料